# Gillis Bildt
Didrik Anders Gillis Bildt (ur. 1820, zm. 1894) – szwedzki polityk i dyplomata, baron.
W latach 1858–1862 był gubernatorem Gotlandii. W latach 1874–1886 był ambasadorem w Niemczech. 6 lutego 1888 objął stanowisko premiera. Będąc umiarkowanym zwolennikiem protekcjonizmu, zaprosił do swojego gabinetu zarówno zwolenników wolnego handlu, jak i protekcjonistów. Kierowany przez niego rząd wprowadził cła ochronne. 12 października 1889 podał się do dymisji.